# Rowberrow
Rowberrow är en by i civil parish Shipham, i enhetskommunen Somerset, i grevskapet Somerset, i England. Byn är belägen 13 km från Weston-super-Mare. Rowberrow var en civil parish fram till 1933 när blev den en del av Shipham. Civil parish hade 56 invånare år 1931.